# Parrya nauruaq
Parrya nauruaq är en korsblommig växtart som beskrevs av Al-shehbaz et al. Parrya nauruaq ingår i släktet Parrya och familjen korsblommiga växter. Inga underarter finns listade i Catalogue of Life.